# تپه قلعه بویینی
تپه قلعه بویینی مربوط به دوره اشکانیان - دوره اولیه دوران‌های تاریخی پس از اسلام است و در شهرستان مشگین‌شهر، بخش مرکزی، دهستان دشت، روستای ورغول واقع شده و این اثر در تاریخ ۱۲ شهریور ۱۳۸۶ با شمارهٔ ثبت ۱۹۳۷۰ به‌عنوان یکی از آثار ملی ایران به ثبت رسیده است.